# Lịch sử địa chất Trái Đất

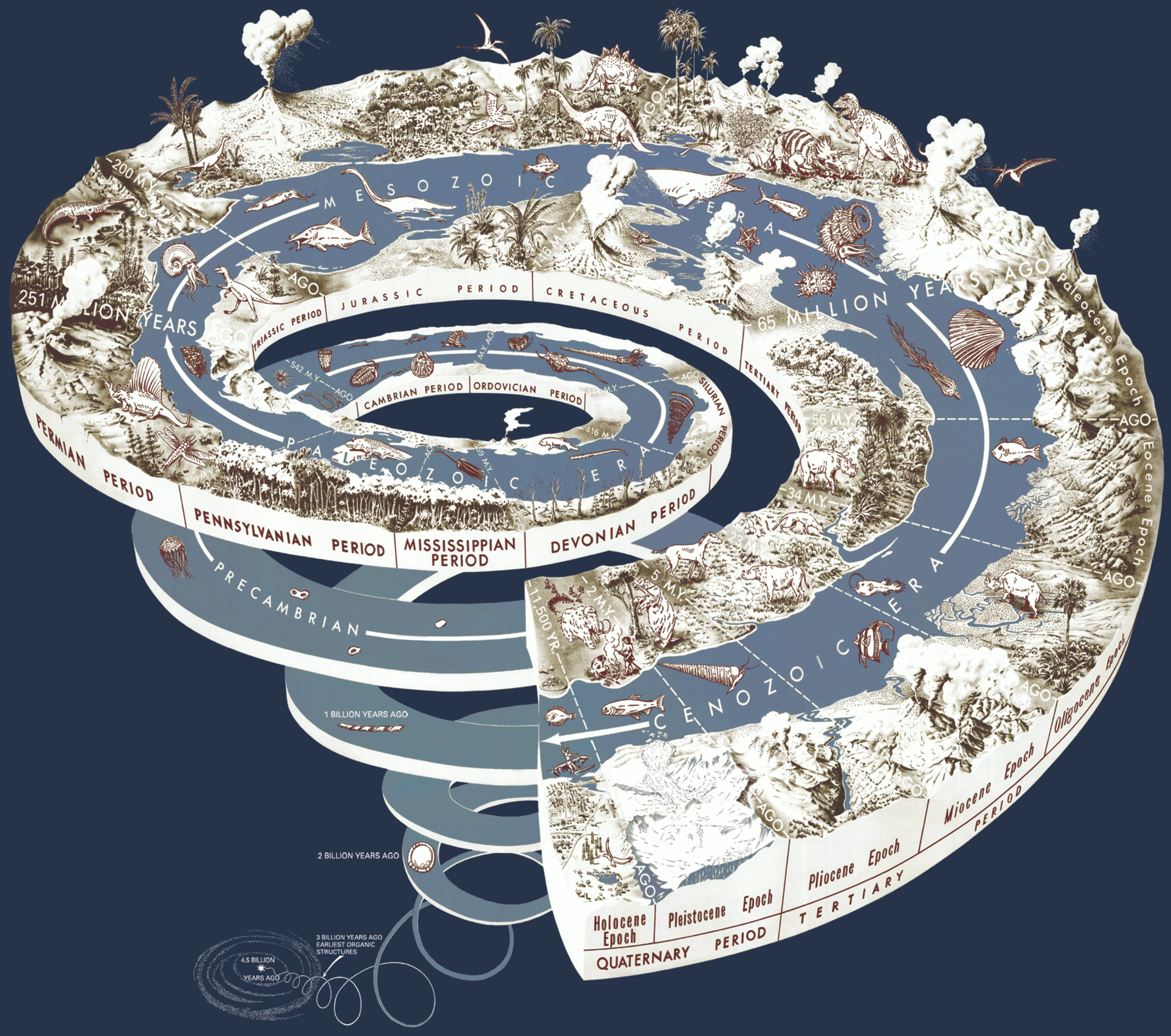
Biểu đồ thang thời gian địa chất.

Lịch sử địa chất Trái Đất bắt đầu cách đây 4,567 tỷ năm khi các hành tinh trong hệ Mặt Trời được tạo ra từ tinh vân mặt trời, một khối bụi và khí có dạng đĩa còn lại sau sự hình thành của Mặt Trời. Ban đầu Trái Đất ở dạng nóng chảy, lớp ngoài cùng của Trái Đất nguội dần và tạo thành lớp vỏ rắn khi nước bắt đầu tích tụ trong khí quyển. Mặt Trăng hình thành ngay sau đó, có thể là do một vật thể có kích thước cỡ Sao Hỏa bằng khoảng 10% khối lượng Trái Đất, được gọi là Theia, va chạm vào Trái Đất. Khối lượng của vật thể này nhập vào Trái Đất và một phần bị bắn ra ngoài không gian, nhưng vật liệu đủ nhiều để hình thành một vệ tinh có quỹ đạo.

Hoạt động núi lửa và thoát khí tạo ra bầu khí quyển nguyên thủy. Hơi nước đặc lại được tăng cường bởi băng của sao chổi tạo ra các đại dương.
Khi bề mặt bị biến đổi liên tục qua hàng trăm triệu năm với sự hình thành và vỡ ra của các lục địa. Các lục địa chuyển động trên bề mặt, đôi khi kết hợp với nhau tạo thành siêu lục địa. Cách đây khoảng 750  triệu năm, siêu lục địa đầu tiên là Rodinia bắt đầu tách ra. Các lục địa sau đó tái kết hợp để tạo thành Pannotia cách đây 600–540 Ma, và cuối cùng là Pangaea tách ra cách đây 180 Ma .
Mô hình kỷ băng hà hiện tại bắt đầu cách đây khoảng 40 Ma , sau đó tăng cường trong suốt thế Pleistocen khoảng 3 Ma . Các khu vực vùng cực đã trải qua nhiều chu kỳ băng hà và gian băng cứ mỗi 40.000–100.000  năm. Thời kỳ băng hà của kỷ băng hà hiện tại kết thúc cách đây khoảng 10.000  năm.
Lịch sử địa chất của Trái Đất có thể phân tổng quát thành hai giai đoạn: thời kỳ Tiền Cambri và liên đại Hiển Sinh.

## Thời kỳ Tiền Cambri
Thời kỳ tiền Cambri chiếm gần 90% trong niên đại địa chất, kéo dài cách đây 4,6 tỉ năm đến đầu kỷ Cambri (khoảng 570 Ma) và bao gồm 3 liên đại: Hỏa thành, Thái cổ và Nguyên sinh.

### Liên đại Hỏa Thành

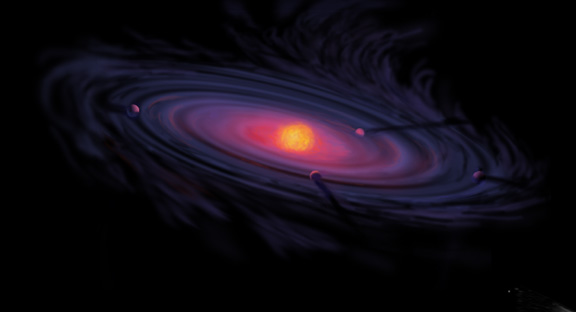
Protoplanetary disc theo cách vẽ của họa sĩ

Trong suốt thời gian liên đại Hỏa Thành (4,6–3,8 Ga), trong khi hệ Mặt Trời đang hình thành, có thể trong đám mây bụi và khí lớn xung quanh mặt trời, được gọi là đĩa bồi đắp. Liên đại Hỏa thành không được nhận biết một cách chính thức, nhưng về cơ bản nó đánh dấu thời kỳ trước khi có bất kỳ loại đá nào. Việc định tuổi zircon cổ nhất có tuổi khoảng 4400 Ma  - rất gần với thời gian giả thuyết về sự hình thành Trái Đất.
Trong suốt thời kỳ này, Cuộc dọi bom mạnh cuối cùng xuất hiện (khoảng 3.800 đến 4100 Ma) trong suốt thời gian mà một lượng lớn các hố thiên thạch được cho là đã được hình thành trên Mặt Trăng, và ảnh hưởng lên Trái Đất, Sao Thủy, Sao Kim, cũng như Sao Hỏa.

### Liên đại Thái cổ
Trái Đất vào thời Archean sớm (3,8-2,5 Ga) có thể có kiểu kiến tạo khác ngày nay. Trong suốt giai đoạn này, vỏ Trái Đất lạnh đi và hình thành các đá và mảng lục địa. Các nhà khoa học nghĩ rằng do Trái Đất nóng hơn và hoạt động kiến tạo mạnh mẽ hơn so với hiện tại nên tốc độ hút chìm các vật liệu trở vào manti nhanh hơn. Điều này có thể ngăn việc hình thành các lục địa và nền cổ hóa cho đến khi manti nguội đi và sự đối lưu chậm lại. Các tranh luận khác cho rằng manti thạch quyển lục địa quá nổi để bị hút chìm và thiếu các đá Archean để thực hiện việc bào mòn và các hoạt động kiến tạo.
Ngược lại với Proterozoic, các đá Archean thường là các trầm tích nước sâu bị biến chất cao, như các đá trầm tích graywacke, đá bùn, trầm tích núi lửa, và thành hệ sắt dải. Greenstone belt là các hệ tầng tuổi Archean đặc trưng bao gồm sự luân phiên các đá biến chất cấp cao thấp và cao. Các đá biến chất cấp cao có nguồn gốc từ cung đảo núi lửa, trong khi các đá biến chất cấp thấp đặc trưng cho các trầm tích biển sâu bị bào mòn từ các cung đảo núi lửa xung quanh và tích tụ trong bồn trước cung.

### Liên đại Nguyên sinh
Các dấu vết địa chất của liên đại Nguyên Sinh tốt hơn nhiều so với liên đại liên đại Thái Cổ trước đó. Liên đại Nguyên Sinh được đặc trưng bằng các địa tầng có nguồn gốc biển thềm lục địa nông trải rộng; ngoài ra, phần nhiều trong số các loại đá này ít bị biến chất hơn so với các loại đá thời kỳ Thái Cổ. Nghiên cứu các loại đá này chỉ ra rằng đặc trưng nổi bật của liên đại này là sự lớn dần lên của lục địa khá nhanh và có quy mô lớn (là duy nhất trong liên đại Nguyên Sinh), các chu kỳ siêu lục địa và các hoạt động kiến tạo sơn hiện đại hoàn toàn.
Các sự kiện băng hà hóa đã bắt đầu diễn ra trong liên đại Nguyên Sinh; một trong số đó bắt đầu chỉ ngay sau khi liên đại này bắt đầu, trong khi có ít nhất 4 sự kiện như thế diễn ra trong đại Tân Nguyên Sinh, đạt tới đỉnh cao với "quả cầu tuyết Trái Đất" của băng hà Varangia.

## Liên đại Hiển sinh
Trong thời kỳ này, các lục địa trôi dạt lại gần nhau, sau đó tập hợp lại thành một khối đất duy nhất có tên gọi là Pangaea để rồi sau đó lại chia cắt ra thành các vùng đất của các châu lục như ngày nay. Liên đại Hiển Sinh được chia thành ba đại — đại Cổ Sinh, đại Trung Sinh và đại Tân Sinh.

### Đại Cổ sinh
Đại cổ sinh kéo dài từ khoảng 542 Ma  đến khoảng 251 Ma , được chia thành 6 kỷ. Đại Cổ sinh bắt đầu khi có sự chia tách của siêu lục địa gọi là Rodinia và vào cuối của thời kỳ băng hà toàn cầu. (Xem sự đóng băng Varanger và Quả cầu tuyết Trái Đất). Trong cả giai đoạn đầu của đại Cổ sinh, các khối đất đá của Trái Đất bị chia nhỏ thành một lượng đáng kể các lục địa tương đối nhỏ. Vào cuối đại này, các lục địa lại tập hợp lại cùng nhau thành một siêu lục địa mới gọi là Pangea, nó bao gồm phần lớn diện tích đất đai của Trái Đất.

#### Kỷ Cambri
Kỷ Cambri là một kỷ trong niên đại địa chất bắt đầu vào khoảng 542 ± 1,0 Ma . Các lục địa trong kỷ Cambri được cho là kết quả từ sự vỡ ra của siêu lục địa trong đại Tân Nguyên Sinh là Pannotia. Nước trong thời kỳ thuộc kỷ Cambri dường như là trải rộng và nông. Gondwana vẫn là siêu lục địa lớn nhất sau khi Pannotia vỡ ra. Người ta cũng cho rằng khí hậu thời kỳ này là nóng hơn một cách đáng kể so với thời gian trước đó, thời gian mà Trái Đất hứng chịu các thời kỳ băng hà mạnh đã được coi như là sự đóng băng Varanger (kỷ Thành băng). Bên cạnh đó đã không có sự đóng băng tại hai địa cực. Tỷ lệ trôi dạt lục địa trong kỷ Cambri có thể là cao bất thường. Laurentia, Baltica và Siberia vẫn là các lục địa độc lập kể từ khi Pannotia vỡ ra. Gondwana bắt đầu trôi dạt về phía cực Nam. Panthalassa che phủ phần lớn Nam bán cầu, các đại dương nhỏ có đại dương Proto-Tethys, đại dương Iapetus và đại dương Khanty, tất cả chúng đều mở rộng trong thời gian này.

#### Kỷ Ordovic
Kỷ Ordovic bắt đầu vào thời điểm xảy ra sự kiện tuyệt chủng Cambri-Ordovic vào khoảng 488,3 ± 1,7 Ma . Trong kỷ Ordovic thì mực nước biển là khá cao; trên thực tế trong thế Tremadoc thì biển lấn đất liền là mạnh nhất với các chứng cứ còn lưu lại dấu tích trong các lớp đá.
Thời kỳ này thì các lục địa phía nam đã hợp lại thành một lục địa duy nhất, gọi là Gondwana. Vào đầu kỷ Ordovic thì lục địa này nằm ở các vĩ độ gần xích đạo và dần dần trôi dạt xuống Nam cực. Thời kỳ Tiền Ordovic được cho là rất ấm, ít nhất là tại các vĩ độ thuộc miền nhiệt đới. Giống như Bắc Mỹ và châu Âu, Gondwana chủ yếu được các biển nông bao bọc trong suốt kỷ Ordovic.Các vùng nước nông và trong suốt trên các thềm lục địa đã tạo điều kiện cho sự phát triển của các nhóm sinh vật có khả năng tích tụ cacbonat calci trong lớp mai (vỏ) hay các phần cứng của chúng. Đại dương Panthalassa bao phủ phần lớn Bắc bán cầu, các đại dương/biển nhỏ khác như Proto-Tethys, Paleo-Tethys, Khanty (chúng đã bị khép lại vào cuối kỷ Ordovic), đại dương Iapetus và một đại dương mới là Rheic.
Các loại đá thuộc kỷ Ordovic chủ yếu là đá trầm tích. Do diện tích và cao độ của khu vực đất liền là hạn chế nên nó đã hạn chế hiện tượng xói mòn và vì thế các trầm tích biển chủ yếu là chứa đá vôi. Các trầm tích đá phiến sét và sa thạch thì ít hơn.
Hiện tượng kiến tạo núi chính trong kỷ này là kiến tạo núi Taconic đã diễn ra từ thời gian thuộc kỷ Cambri.
Vào cuối kỷ Ordovic thì Gondwana đã trôi dạt tới gần Nam cực và bề mặt của nó phần lớn bị đóng băng.

#### Kỷ Silur
Kỷ Silur là một kỷ trong niên đại địa chất bắt đầu vào khoảng 443,7 ± 1,5 Ma .

#### Kỷ Devon
Kỷ Devon (kỷ Đề-vôn) là một kỷ địa chất trong đại Cổ Sinh. Nó được đặt theo tên gọi của khu vực Devon, Anh, là nơi mà các loại đá thuộc kỷ này được nghiên cứu lần đầu tiên.

### Đại Trung sinh
Đại Trung sinh là một trong những thời kỳ tăng cường các hoạt động kiến tạo. Nó bắt đầu khi tất cả các lục địa trên thế giới tập hợp lại với nhau thành một siêu lục địa gọi là Pangea. Pangea dần dần tách ra thành lục địa phía bắc là Laurasia và lục địa phía nam là Gondwana. Vào cuối đại này, các lục địa này đã tách tiếp thành hình dạng gần giống như ngày nay. Laurasia trở thành Bắc Mỹ và đại lục Á-Âu, trong khi Gondwana tách ra thành Nam Mỹ, châu Phi, Australia, châu Nam Cực và tiểu lục địa Ấn Độ, tiểu lục địa này sau đó va chạm với châu Á để hình thành nên dãy núi Himalaya.
Đại Trung sinh kéo dài khoảng 186 triệu năm (Ma): từ khoảng 251 triệu năm trước tới khi đại Tân sinh bắt đầu cách đây 65 triệu năm. Khoảng thời gian này được chia tách ra thành ba kỷ địa chất. Theo trật tự từ cổ nhất tới trẻ nhất là: kỷ Trias, kỷ Jura, và kỷ Creta.

#### Kỷ Trias
Kỷ Trias hay kỷ Tam Điệp là một kỷ địa chất kéo dài từ khoảng 200 đến 251 triệu năm trước. Là kỷ đầu tiên của Đại Trung Sinh. Cả sự mở đầu lẫn sự kết thúc của kỷ Trias đều được đánh dấu bằng các sự kiện tuyệt chủng lớn.

#### Kỷ Jura
Kỷ Jura là một kỷ trong niên đại địa chất kéo dài từ khoảng 200 triệu năm trước, khi kết thúc Kỷ Trias  tới khoảng 146 triệu năm trước, khi bắt đầu  Kỷ Creta.

### Đại Tân sinh
Đại Tân sinh là kỷ nguyên khi các lục địa chuyển dịch tới vị trí hiện nay của chúng. Australia-New Guinea tách ra từ đại lục Gondwana để trôi về phía bắc và cuối cùng tiếp giáp với Đông Nam Á; châu Nam Cực cũng di chuyển tới vị trí hiện nay của nó tại khu vực Nam cực. Đại Tây Dương mở rộng ra và vào giai đoạn cuối của đại này thì Nam Mỹ gắn liền với Bắc Mỹ.